# Грбавица (Нови Сад)
Грбавица је градска четврт Новог Сада.

## Положај насеља
Источну границу Грбавице чини Булевар ослобођења, јужну Булевар цара Лазара, северну Футошка улица, док западну границу чине улице Војводе Книћанина, Атанасија Гереског и Ђорђа Сервицког (по другом тумачењу, улице Војводе Книћанина и Коло српских сестара).
Суседне градске четврти су: Стари Град на истоку, Сајмиште на северу, Лиман на југу и Адамовићево насеље на западу.

## Месне заједнице
У административном смислу, Грбавица се налази у саставу месних заједница „Вера Павловић“ и „7. јули“. МЗ „Вера Павловић“ обухвата источне делове Грбавице, док МЗ „7. јули“ обухвата Адамовићево насеље и западне делове Грбавице.

## Становништво
Према подацима предузећа ЈКП Информатика Нови Сад, на подручју Грбавице живи 14.120 становника (2010. година). МЗ „Вера Павловић“ има 8.958 становника, а МЗ „7. јули“ 11.802 становника. Већи део становника МЗ „7. јули“ живи на Адамовићевом насељу, а мањи део на Грбавици.

## Историја
Грбавица је један од старијих делова Новог Сада. У 19. веку, подручје Грбавице представљало је градску периферију, а ту је 1800. године отворено Јеврејско гробље, а затим 1860. године и Католичко гробље. Након аустро-угарске нагодбе 1867. тадашње угарске власти почињу интензивнију колонизацију мађарског живља по периферијама тадашњих градова, такво је становништво тада било углавном пољопривредно па су и куће биле "паорског типа", са великим окућницама и баштама, а тада су и многе овдашње породице поседовале и веће њиве, на месту којих је у међуратном периоду никла нова градска четврт, Телеп.
Данашњи назив насеља настао је почетком шездесетих година 20. века (1960—1961), када су на овом простору, у данашњим улицама Војвођанској, Владимира Николића и Вере Павловић, подизани нови стамбени објекти. Пошто је требало убрзано градити станове, тадашњи урбанистички инжењер Милан Цветков преузео је, у оквиру сарадње између Новог Сада и Сарајева, готове пројекте израђене за сарајевски кварт Грбавицу. Тако је радни назив стамбених планова прихваћен међу грађанима као име за тај део града. Данас многи овдашњи становници ни не знају порекло имена Грбавица. Многи не знају ни да се стара новосадска железничка станица налазила на јужном ободу Грбавице где је данас лиманска пијаца, а да је и бивши железнички чвор, потпуно уклоњен почетком 70-их заједно са станицом, раније био и јужна међа Грбавице. Није било зато случајно ни што се од 1911. до краја 60-их недалеко, отприлике на месту данашњег здања ЕПС-а, налазила и прва новосадска термоелектрана; иста је служила од краја 50-их превасходно као прва градска топлана а крајем 60-их је због застарелости расходована и порушена.

## Карактеристике насеља
Грбавица је изграђена на алувијалној тераси Дунава, са надморским висинама од 76 до 78 м, на нижим деловима лежи на засутим мртвајама Дунава, а на вишим на обалским гредама, тако да је само симболично „грбава“. Ужи део Грбавице је претежно стамбено подручје, а некадашње ниске куће сада све више замењују нове вишеспратнице.
- Улица браће Рибникар
- Улица Данила Киша
- Улица Мише Димитријевића
- Улица Мише Димитријевића - октобар 2006

## Привреда, пословање, јавни објекти
На Грбавици се налазе следећи привредно-пословни и јавни објекти:
- Електровојводина
- Новосадска топлана
- ЈКП Стан
- Лиманска пијаца
- Пошта 21102
- Институт за тополарство
- Дом здравља
- Седиште месне заједнице „Вера Павловић"
- Радио „Сигнал"

## Образовање
У насељу постоје следеће образовне установе:
- Висока техничка школа струковних студија
- Средња Електротехничка школа „Михајло Пупин"
- Средња Техничка школа „Јован Вукановић"
- Средња Медицинска школа "7. април" (налази се на граници Грбавице и Адамовићевог насеља)
- Основна школа „Соња Маринковић"
- Основна школа „Бранко Радичевић"
- Школа за основно и средње образовање „Др Милан Петровић", за децу ометену у развоју

## Верски објекти и гробља
На Грбавици се налазе два старија градска гробља: Јеврејско гробље (отворено 1800. године) и Католичко гробље (отворено 1860. године). У продужетку Католичког гробља налазе се Евангелистичко, Реформаторско и Авијатичарско гробље, а наведена гробља од Католичког раздваја такозвани славолук. Сва споменута гробља су након затварања за редовну употребу 1974. доспела у прилично трошно стање, делимично и намерно јер су тадашње власти планирале њихово потпуно уклањање те спајање Грбавице и Адамовићевог насеља улицама које би биле трасиране на месту гробља. Од тога се касније одустало па је и почетком 90-их дозвољено ту поновно сахрањивање у већ постојеће гробнице, а данас су споменута гробља под заштитом државе па су капеле као и уметнички вредни споменици углавном и обновљени.
У насељу постоји Римокатоличка црква светог Рока из 1801. године, док се на Католичком и Јеврејском гробљу налазе Католичка односно Јеврејска капела. На Грбавици се такође налази седиште протестантске верске заједнице Црква Христа спаситеља, а у току је и изградња православне цркве.

## Спорт
У северном делу Грбавице деловала је „Стрељачка дружина 1790", а 1945. године је на теренима и простору стрелишта основано Спортско друштво „Еђшег-Јединство", са 15 разних спортских секција. Због разноврсности спортова и броја секција, ово друштво је сврставано у четири најмасовнија спортска друштва бивше Југославије, одмах иза Црвене звезде, суботичког Спартака и Партизана.

## Улице и саобраћај
Неке од значајнијих улица на Грбавици су:
- Браће Рибникар
- Булевар ослобођења
- Булевар цара Лазара
- Војводе Книћанина
- Војвођанска
- Гогољева
- Данила Киша
- Ласла Гала
- Мише Димитријевића
- Пушкинова
- Футошка

Кроз саму Грбавицу је од 2014. године пролазила аутобуска линија бр. 13. (Детелинара – Грбавица – Универзитет), али је то решење укинуто 2021. Међутим, неколико линија (2, 7, 9, 11a и 11Б) пролази границама насеља, Булеваром ослобођења, Футошком улицом и Булеваром цара Лазара.
- Булевар цара Лазара
- Толстојева улица
- Пушкинова улица
- Улица браће Рибникар